# Porto Rico ai Giochi della XXI Olimpiade
Porto Rico partecipò ai Giochi della XXI Olimpiade che si sono svolti a Montréal dal 17 luglio al 1º agosto 1976, con una delegazione di 80 atleti impegnati in 12 discipline per un totale di 74 competizioni. Si tratta della rappresentativa più numerosa mai inviata da questo paese ai Giochi olimpici. Portabandiera alla cerimonia d'apertura fu Téofilo Colón, che aveva gareggiato nei 110 metri ostacoli a Helsinki 1952.
Alla sua ottava partecipazione ai Giochi estivi, Porto Rico conquistò una medaglia di bronzo, la seconda dopo Londra 1948, grazie al pugile Orlando Maldonado.

## Medaglie
| Medaglia | Nome              | Sport    | Evento             |
| -------- | ----------------- | -------- | ------------------ |
| Bronzo   | Orlando Maldonado | Pugilato | Pesi Mosca leggeri |

## Risultati

### Pallacanestro
- Uomini

| Atleta | Classifica |
| --- | ---------- |
| V · D · M Nazionale portoricana - Pallacanestro ai Giochi della XXI Olimpiade - Torneo maschile 4 Lee · 5 Vicéns · 6 Rivera · 7 Brignoni · 8 Rodríguez · 9 Álvarez · 10 Blondet · 11 Thordsen · 12 Ortiz · 13 Cruz · 14 Dalmau · 15 Brown · All. Tom Nissalke | 9°         |
| Nazionale portoricana - Pallacanestro ai Giochi della XXI Olimpiade - Torneo maschile |            |
| 4 Lee · 5 Vicéns · 6 Rivera · 7 Brignoni · 8 Rodríguez · 9 Álvarez · 10 Blondet · 11 Thordsen · 12 Ortiz · 13 Cruz · 14 Dalmau · 15 Brown · All. Tom Nissalke                                                                                                 |            |